# Pitaias (Frida Kahlo)
Pitaias é uma pintura de Frida Kahlo. A data de criação é 1938. O local de criação foi Coyoacán. A obra é do gênero natureza-morta, com a representação de pitaias. Está localizada no Museu de Arte Contemporânea de Madison. 

## Descrição e análise
A obra foi produzida com tinta a óleo e alumínio, considerados os materiais tradicionais de pintura sacra no México. Foi notado que, apesar do simbolismo na obra, há características realistas na representação.
Os vários objetos no quadro simbolizam características de Kahlo: sua origem, sua cultura, sua dor e sua concepção sobre a vida e a morte. A disposição dos elementos é circular, como num ciclo natural, o que aliás é reforçado com a centralidade dada à representação de frutas típicas do México.